# 골든게이트교
골든게이트 교(Golden Gate Bridge) 또는 금문교(金門橋)는 미국 캘리포니아주 골든게이트 해협에 위치한 현수교이다. 골든게이트 교는 캘리포니아주 샌프란시스코와 캘리포니아주 마린 군(Marin County)을 연결한다.
1937년에 완공한 이 다리는 당시 세계에서 가장 큰 다리였다. 그 뒤에 이 다리는 샌프란시스코의 상징이 되었다.

## 역사
골든게이트 교는 조셉 스트라우스(Joseph Strauss)가 설계하였다. 400여개의 교량을 설계한 바 있는 스트라우스는 이 일에 10년 넘게 참여하였다. 초기의 설계는 중앙에 현수교를 설치하고 캔틸레버로 연장하는 형식이었다. 건축가 어빙 머로우(Irving Morrow)가 Art Deco와 채색을 담당하였고 공학가 찰스 앨턴 앨리스(Charles Alton Ellis)와 교량 설계 전문가 Leon Moisseiff가 구조해석을 담당하였다.
골든게이트 브릿지 앤 하이웨이 사업단(Golden Gate Bridge and Highway District)는 1928년 설립되어 설계, 공사, 재정에 관한 업무를 시작하였다. 이 사업단에는 다리가 놓인 샌프란시스코 시와 마린 군 외에 나파, 소노마, 멘도시노, 델 노르테 군을 포함하였다. 각 카운티의 대표가 이사회를 구성하여 1930년 채권 발행을 통해 자금을 조달하는 것을 승인하였고 각 카운티의 집, 농장, 사업 소유물 등을 담보로 발행한 채권은 3천 5백만 달러에 이르는 규모었다. 채권은 1971년 모두 회수하였고 원금 3천 5백만 달러와 이자 비용으로 약 3천 9백만불이 소요되었으며 모두 통행 요금을 통해 지불된 것이다. 이렇게 하여 1933년 1월 5일 착공하였으며, 1937년 4월 완공되어 5월 27일 보행자에게 개방하는 행사를 가졌고 그 다음날 루즈벨트 대통령이 워싱턴 D.C.에서 전신으로 개통신호를 보냄으로써 차량 통행을 시작하였다.

## 구조적 특성
1964년까지 골든게이트 교는 1300m로 세계에서 가장 긴 주 경간을 가진 현수교였다. 하지만 1964년 이후 골든게이트 교의 주 경간의 길이보다 더 긴 경간을 가진 10개의 다리들이 생겼다. 지금 미국에서는 첫번째로 가장 길다. 골든게이트 교의 교대와 교대사이의 총 길이는 2737m이다. 골든게이트 교와 물과의 간격은 67m 타워와의 간격은 227m로 1998년까지는 세계에서 가장 높은 현수교였다. 비록 그 이후 일본의 다리(아카시 해협 대교)가 완공되며 자리를 내주게 되었다. 모든 세계 최고 기록을 잃었지만 아직도 골든게이트교는 현수교로는 세계에서 가장 잘 알려진 다리이며, 다리가 가지고 있는 미학적 가치와 역사로 많은 사람들에게 기억되는 다리이다.
건설할 때 해군 측에서 '다리 밑을 군함이 통과할 수 있도록 해달라'고 요구를 했기 때문에 다리 중앙의 높이는 수면에서 67m나 되어, 가장 높은 배인 퀸 엘리자베스호도 통과할 수 있을 정도로 현재까지는 이 다리 아래를 빠져나가지 못하는 배가 없다고 한다.
차도는 두 개의 케이블에 매달려 있는 형태이고 두 개의 타워를 통과한다. 각 끝 부분은 타워에 콘크리트로 고정되어있다. 각 케이블은 27,572개의 강철 와이어가 꼬인 형태이다. 주요 케이블의 와이어의 길이는 130,000km이다. 이는 지구 한바퀴를 돌고도 남는 길이이다.이 다리는 약 1,200,000개의 대갈못이 박혀있다.

## 미관
다리의 색상은 공식적으로 국제 오렌지라는 오렌지 주홍색이다. 이 색상은, 자연 환경을 보완하고 안개 속에서 다리의 가시성을 향상하기 때문에 건축가 어빙 모로에 의해 선택되었다.
조셉 스트라우스의 첫 번째 디자인은 거절 당했지만, 그후 그는 다리 건설 계획을 다시 제출하며 조명과 다리와 타워의 윤곽같은 세부 사항을 추가했다. 이후 1999년 미국 건축가 협회에 의해 미국의 유명 건축물의 목록에 5위를 했다.

## 교통
샌프란시스코 시에서 북으로 통하는 유일한 길로 미국 국도 101과 캘리포니아 주도 제1호선이 지정되어 있다. 양쪽으로 보행자용 길이 있고 차선은 6차선이다. 시간에 따라 변하는 변경차선이며 주중 아침에는 6차선 중 4차선이 샌프란시스코 행인 남행에 할당된다. 규정속도는 시속 70-90km이고 요금은 남행 차선에 한하여 7.25달러를 받는다. 북행 차량과 보행자(자전거 포함)는 면제된다고한다 확실히는 모른다.

### 이용 및 관광
이 다리는 보행자와 자전거 타는 사람들에게 인기가 많다. 처음에는 차도만 따로 금속 커브로 구분하였으나 통로 및 차선 사이에서 사이클을 타는 것을 방지하고자 2003년 자전거 차선을 따로 추가하였다.
자전거도로와 인도를 항상 이용할 수 있는 것은 아니니 아래 시간을 보고 거기에 맞춰 이용하여야 한다.
자전거 도로 이용 시
- 동쪽 도로: 월-금 5:00am-3:30pm/ 월-금 9pm-5am/ 토,일,공휴일 9pm-5am
- 서쪽 도로: 월-금 3:30pm-9:00pm/ 토,일,공휴일 9:00pm-5:00am

보행자 도로이용 시
- 매일 오전 5시부터 오후 9시까지 동쪽 인도를 이용할 수 있다

또한 골든게이트교를 가로지르는 버스를 운영하는 회사가 두 곳이 있다. 'Sanfrancisco Muni'와 'Golden Gate Transit'이다. Muni는 토요일과 일요일에 해안가 고속 버스 노선을 운행하고 Golden Gate Transit은 많은 버스를 주중에 운행하고 있다. 요금소와 주차장 근처 남쪽 다리 끝쪽 또한 오전 5시 30분부터 초저녁까지 Muni 28번 버스를 이용할 수 있다. 남쪽 주차장과 인접해있는 다리쪽에는 "Bridge Pavilion"이라 불리는 방문자센터와 기념품 매장이 있다. 근처에 카페, 야외 전시 그리고 휴게시설이 마련되어 있다.

### 요금
현재 요금은 남행차량만 지불하며, 일반결제시 $7.25, 전자지불시 $6.25, 교통혼잡한 시간 전자지불을 통한 카풀시 $4.25이다.
골든게이트교 요금 인상표 (2014-18)
|            | 전자지불 | 일반지불 | 카풀  | 2중 주축 운송수단 |
| ---------- | -------- | -------- | ----- | ----------------- |
| 2014.04.07 | $6.00    | $7.00    | $4.00 | $7.00             |
| 2015.07.01 | $6.25    | $7.25    | $4.25 | $7.25             |
| 2016.07.01 | $6.50    | $7.50    | $4.50 | $7.50             |
| 2017.07.01 | $6.75    | $7.75    | $4.75 | $7.75             |
| 2018.07.01 | $7.00    | $8.00    | $5.00 | $8.00             |

이중 주축 운송수단 요금의 경우 한 주축당 요금이다.

## 화제

### 자살
골든게이트교는 난징 장강 다음으로 세계에서 두 번째로 자살을 많이 하는 곳이다. 다리 위에서 물밑까지 75m로, 떨어지는 데 약 120km/h로 4초 정도 걸린다. 대부분의 투신자들은 충격외상에 의해 사망한다. 투신자들의 5%만이 초기 충격에도 생존하지만, 보통 대부분은 익사 혹은 저체온증으로 사망하게 된다.
1937년 골든게이트교가 완공된 이후 샌프란시스코만으로 뛰어들어 숨진사람만 2014년 기준 1600여명 정도가 된다. 또한 매해 100여명이 다리 관리자들, 경찰관, 소방관 등에 의해 자살시도 중 구해진다. ‘자살 다리’로 유명세를 타다 보니 전 세계에서 자살을 하려고 일부러 금문교를 찾는 사람도 적지 않다. 이를 막고자 2007년부터 펜스를 높이려고 여러 차례 펜스를 높게 설치하는 등의 방안이 언급되왔지만 캘리포니아 주에서 금전적인 부담으로 인해 허용되지 않았다. 하지만 최근, 골든게이트교 관리위원회는 시에서 800억과 추가로 중앙정부의 지원을 받아 길이 2.7km, 너비 6m의 그물을 설치 하고 2018년 완공예정이다. 과거에도 여러차례 그물을 설치하려는 시도가 있었지만 ‘미관을 해친다’, ‘설치해도 자살할 사람은 어떻게든 할 거다’란 반대에 부딪혀 번번이 무산됐었지만 이번 설치 진행으로 자살율이 줄을 지에 대해 사람들의 관심이 높다. 하지만 2024년이 된 지금에도 여전히 자살율은 높아만 간다.

### 바람
다리 완공 이후 골든게이트교는 날씨 상태로 인해 3번 운영을 중지했다. 첫 번째는 1951년 12월 1일 111km/h 속도의 돌풍으로 인해서이다. 두 번째는 1982년 12월 23일 113km/h 속도의 바람 때문에, 세 번째는 1983년 12월 3일 121km/h 속도의 바람 때문에 다리를 통제한 것이다. 골든게이트교는 날씨의 영향을 크게 받는다. 바람에 의한 영향이 크다보니,골든게이트교에는 바람의 속도를 측정하기 위한 두 개의 풍속계가 설치되어 있다.

### 불가사의
오후 4~5시만 되면 자욱하게 깔리는 안개와 수면 아래 복잡한 지형, 거센 조류들과 강한 바람으로 인해 다리를 건설 할 수 있는 환경이 아니었다. 그럼에도 불구하고 4년만에 완공을 하여 미국 토목학회 선정 불가사의에 들게 되었다.

## 대중문화
미국의 유명한 명소로 골든게이트 교는 영화, 책, 비디오 게임을 비롯한 여러 대중 매체에서 사용되고 있다.

## 같이 보기
- 4월 25일 다리
- 가장 긴 현수교 목록
- 샌프란시스코-오클랜드 베이 브리지
- 자살다리